# East Griffin
East Griffin és una concentració de població designada pel cens dels Estats Units a l'estat de Geòrgia. Segons el cens del 2000 tenia 1.635 habitants.

## Demografia
Segons el cens del 2000, East Griffin tenia 1.635 habitants, 608 habitatges, i 438 famílies. La densitat de població era de 407,3 habitants/km².
Dels 608 habitatges en un 34% hi vivien nens de menys de 18 anys, en un 49,3% hi vivien parelles casades, en un 17,1% dones solteres, i en un 27,8% no eren unitats familiars. En el 20,9% dels habitatges hi vivien persones soles el 9,7% de les quals corresponia a persones de 65 anys o més que vivien soles. El nombre mitjà de persones vivint en cada habitatge era de 2,69 i el nombre mitjà de persones que vivien en cada família era de 3,08.
Per edats la població es repartia de la següent manera: un 26,2% tenia menys de 18 anys, un 10,2% entre 18 i 24, un 30,4% entre 25 i 44, un 21,6% de 45 a 60 i un 11,7% 65 anys o més.
L'edat mediana era de 34 anys. Per cada 100 dones de 18 o més anys hi havia 91,3 homes.
La renda mediana per habitatge era de 30.469 $ i la renda mediana per família de 31.544 $. Els homes tenien una renda mediana de 29.102 $ mentre que les dones 20.451 $. La renda per capita de la població era de 13.041 $. Entorn del 9,9% de les famílies i el 14,5% de la població estaven per davall del llindar de pobresa.

## Poblacions més properes
El següent diagrama mostra les poblacions més properes.